# Catophractes alexandri
Catophractes alexandri ist die einzige  Art der Pflanzengattung Catophractes in der Familie der Trompetenbaumgewächse (Bignoniaceae). Sie ist im subtropischen südlichen Afrika verbreitet.

## Beschreibung

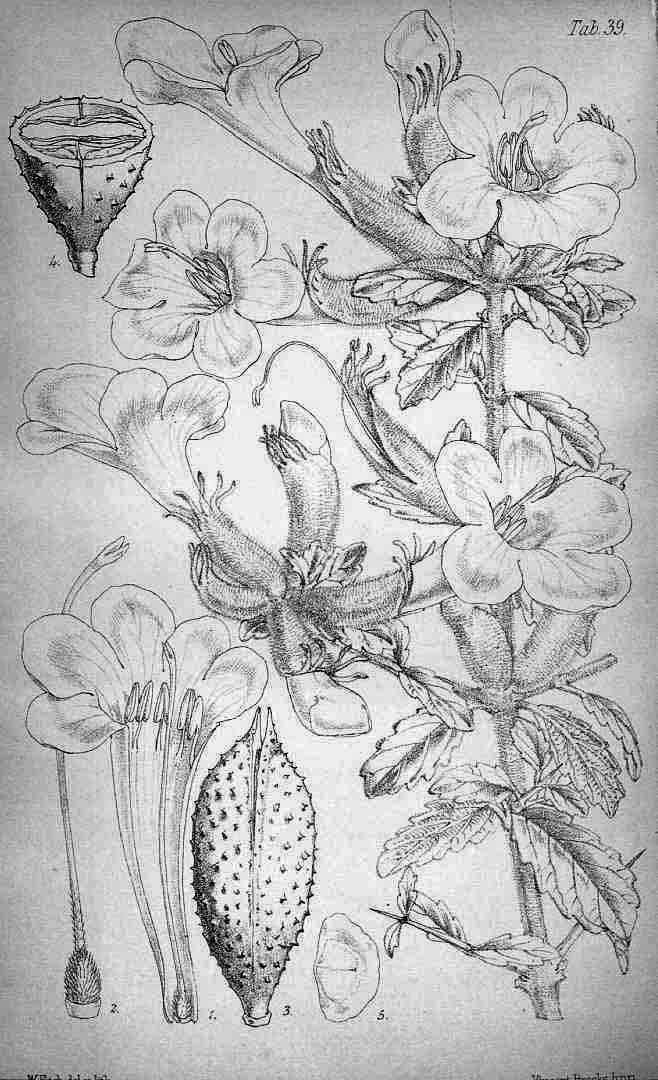
Illustration

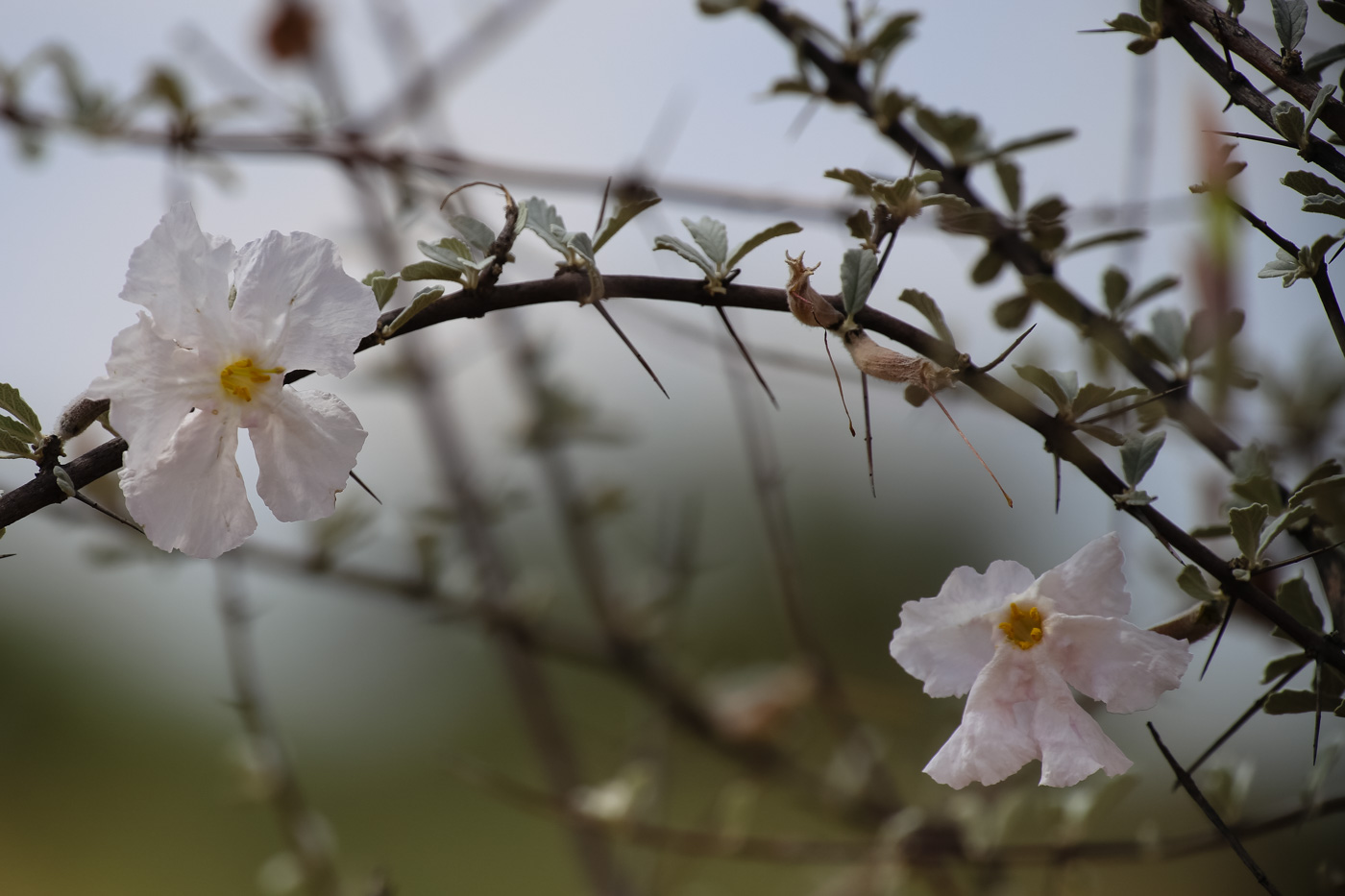
Catophractes alexandri

### Vegetative Merkmale
Catophractes alexandri ist ein Strauch oder kleiner Baum mit stachelbesetzten Stämmen und einer Behaarung aus dichten, grauen, wolligen Trichomen. Die Laubblätter stehen gegenständig oder oftmals in Büscheln; sie sind einfach, sitzend und gekerbt.

### Generative Merkmale
Die seiten- oder endständigen, traubigen Blütenstände enthalten Tragblätter und wenige Blüten.
Die zwittrigen Blüten sind zygomorph und fünfzählig mit doppelter Blütenhülle. Der Kelch ist röhrenförmig, auf einer Seite leicht eingeritzt und mit fünf (selten sechs) fadenförmigen Zipfeln besetzt. Die Krone ist weiß, glockenförmig und aus fünf (oder selten sechs oder sieben) abgespreizten Lappen leicht zweilippig. Die fünf (selten auch sechs oder sieben) Staubblätter besitzen über die Krone hinausstehende, unbehaarte Staubbeutel, deren Theken im oberen Bereich verwachsen, im unteren jedoch freistehend und parallel sind. Der Fruchtknoten ist langgestreckt und enthält nur wenige Samenanlagen. Er wird von einem becherförmigen Blütenboden umschlossen.
Auf den elliptischen, parallel zum Septum abgeflachten Kapselfrüchten kann der Kelch noch vorhanden sein. Die Klappen der Kapselfrucht sind dick, verholzend und warzig. Der Rand der flachen Samen ist von einem papierartigen Flügel umgeben.

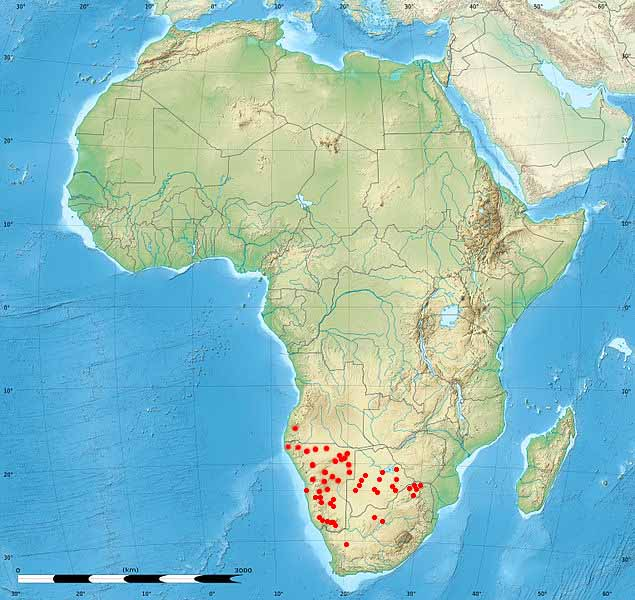
Verbreitung von Catophractes

## Verbreitung
Catophractes alexandri ist im subtropischen, südlichen Afrika verbreitet. Sein Verbreitungsgebiet umfasst Angola, Namibia, Botswana und Südafrika.

## Systematik und Taxonomie
Die Gattung Catophractes wurde 1839 mit der Erstbeschreibung der Art Catophractes alexandri durch David Don in Proceedings of the Linnean Society of London, Band 1, Seite 4 aufgestellt. Die Artbezeichnung ehrt den britischen Offizier und Schriftsteller James Edward Alexander (1803–1885), der die Art entdeckt hat. Synonyme der Art sind Catophractes welwitschii Seem. und Catophractes kolbeana Harv.
Catophractes alexandri ist die einzige  Art der Gattung Catophractes. Sie gehört zur Tribus Tecomeae innerhalb der Familie Bignoniaceae.